# Bohdan Lapis
Bohdan Lapis (ur. 1944 – zm. 25 sierpnia 2023) – polski naukowiec specjalizujący się w zakresie historii kultury i średniowiecza, doktor habilitowany, były profesor nadzwyczajny Uniwersytetu im. Adama Mickiewicza w Poznaniu.

## Życiorys
Tytuł magistra uzyskał w 1967, zaś doktora w 1973. Habilitował się w 1986 na podstawie dorobku naukowego oraz rozprawy Rex utilis. Kryteria oceny władców germańskich we wczesnym średniowieczu. Był autorem programu studiów historycznych, który obowiązywał przez kilka lat od roku akademickiego 1981–1982 w Instytucie Historii UAM, zakładającego dwustopniowość i wyprzedzającego przyjęty przez UAM kilkanaście lat później „system boloński”[potrzebny cytat]. W 1987 uzyskał nominację na stanowisko docenta, zaś w 1999 na profesora nadzwyczajnego.
W latach 1996–2008 dyrektor Instytutu Historii UAM, przedtem w latach 1990–1996 wicedyrektor. W macierzystym Instytucie pełnił również funkcję kierownika Zakładu Historii Kultury.
Od 2015 na emeryturze.

## Wypromowane prace doktorskie
- „Vita perfecta”. Wzorce świętości w żywotach trzynastowiecznych księżnych polskich, Maciej Michalski, 2001.
- Edmunda Burke’a próby wyjaśnienia paradoksu wolności, Romuald Rydz, 2002.
- Motywy historyczne w teatrze Tadeusza Kantora, Klaudiusz Święcicki, 2004.
- Funkcje kulturowe i historyczne znaczenie polskiego rocka, Anna Idzikowska-Czubaj, 2005.
- Świadectwo Tadeusza Różewicza o swoich czasach, Renata Suchenek, 2006.
- Funkcje cierpienia w antropologii romantycznej. Wizje i diagnozy Zygmunta Krasińskiego, Anita Napierała, 2007.
- Aktualizacja legendy. Życie, posag i problem Halszki z Ostroga, Sylwia Zagórska, 2011[2].
- Motywacje używania narkotyków w kręgach polskich elit od połowy XIX wieku do roku 1939, Anna Kowszewicz, 2014[3].
- Duszpasterstwo księży diecezjalnych oraz kapelanów wojskowych w latach 1919–1939 na terenie Okręgu Korpusu nr VII, Marek Przybylski, 2014[4].

## Publikacje
- Jana z Salisbury rozumienie zadań historiografii, Warszawa 1971.
- Die Anschauungen über die Arbeit im Koran, Köln (Kolonia) 1973.
- Duo sunt genera divitiarum... : opinie autorów wczesnośredniowiecznych o bogactwie, Warszawa 1975.
- Ocena pracy w księgach Biblii, Poznań 1976.
- Poglądy na pracę we wczesnośredniowiecznym piśmiennictwie łacińskim (od połowy V do połowy VIII wieku), Poznań 1977.
- U źródeł polskich refleksji nad pracą, Warszawa 1984.
- Rex utilis: kryteria oceny władców germańskich we wczesnym średniowieczu (od połowy V do początku VIII wieku), Poznań 1986.
- Historia średniowiecza: podręcznik dla szkoły podstawowej, Warszawa 1998.
- Historia średniowiecza: podręcznik dla szkoły średniej, Warszawa 1998.
- (red.) Społeczeństwo, armia i polityka w dziejach Polski i Europy: studia z dziejów politycznych i wojskowych dedykowane Profesorowi Benonowi Miśkiewiczowi z okazji jubileuszu siedemdziesięciolecia urodzin (wspólnie z A. Czubińskim i Cz. Łuczakiem), Poznań 2002.
- (red.) Instytut Historii Uniwersytetu im. Adama Mickiewicza w Poznaniu: 1956–2006, Poznań 2006.